# الملحة (المسيمير)

تعديل مصدري - تعديل

الملحة هي إحدى قرى عزلة المسيمير بمديرية المسيمير التابعة لمحافظة لحج، بلغ تعداد سكانها 278 نسمة حسب تعداد اليمن لعام 2004.